# Soudní rada Slovenské republiky

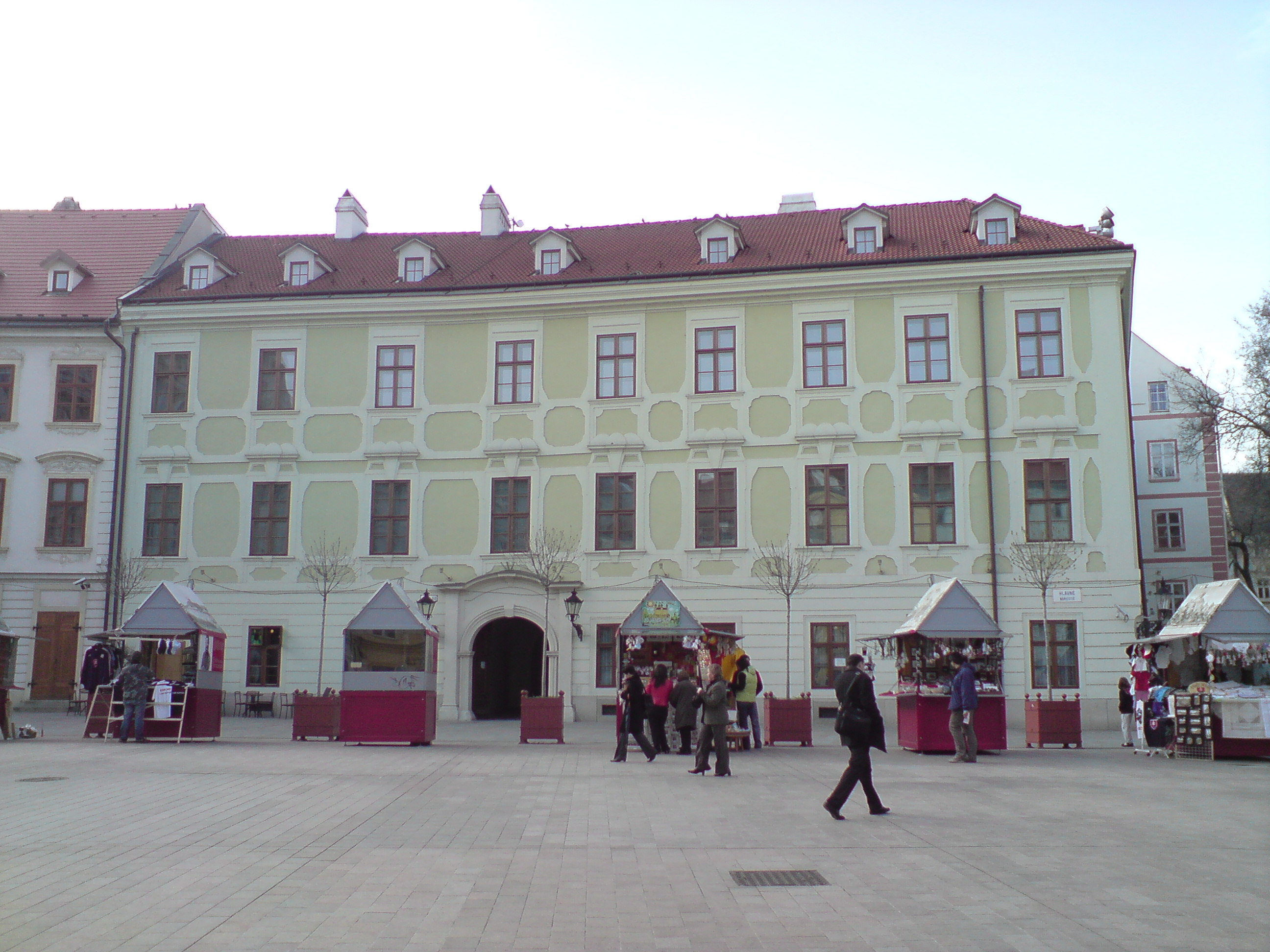
Místodržitelský palác, sídlo Soudní rady

Soudní rada Slovenské republiky je ústřední soudcovská rada na Slovensku, ústavou definovaný orgán slovenského soudnictví. Pravomoci Soudní rady spočívají hlavně ve správě a jisté regulaci soudnictví. Sídlí v Místodržitelském paláci v Bratislavě.

## Kompetence Soudní rady
Část pravomocí Soudní radě dává Ústava Slovenské republiky, část zákon o Soudní radě (č. 185/2002 Z. z., ve znění pozdějších předpisů).

### Kompetence vyplývající z ústavy
Soudní rada předkládá prezidentovi návrhy na jmenování a odvolání soudců a sama rozhoduje o přidělení, dočasném přidělení nebo přeložení soudců na jednotlivé soudy. Také předkládá prezidentovi návrhy na jmenování nebo odvolání předsedy a místopředsedy Nejvyššího soudu, vládě kandidáty na soudce, kteří by měli působit u mezinárodních soudů, sama volí a odvolává členy disciplinárních senátů (které posuzují kárná provinění soudců) a vyjadřuje se k návrhu rozpočtu soudů při projednávání návrhu státního rozpočtu.

### Kompetence vyplývající ze zákona
Soudní rada volí svého předsedu a místopředsedu, schvaluje svůj statut, jednací řád a organizační řád Kanceláře Soudní rady. Probírá zprávy o čerpání rozpočtových prostředků soudy, koordinuje činnost soudcovských rad u obecných soudů a volí určitý počet členů Justiční akademie SR. Také zaujímá stanoviska k návrhům zákonů a dalších právních předpisů či koncepčních dokumentů, pokud se týkají soudců a soudnictví.
Po dohodě s ministrem spravedlnosti schvaluje zásady výběrového řízení na obsazení míst soudců, kariérního postupu soudců, zásady hodnocení soudců, schvaluje zásady soudcovské etiky a určuje obsahovou náplň vzdělávání soudců.

## Členové Soudní rady
Soudní rada má 18 členů, jejich funkční období trvá pět let. Devět z nich nemusí být soudci, vždy je ale pro výkon funkce požadavkem právnické vzdělání a alespoň 15letá odborná praxe. O členství rozhoduje více institucí, devět soudců volí soudci obecných soudů a po třech členech volí a odvolává parlament (tj. Národní rada Slovenské republiky), prezident a vláda.

### Předsedové
- Štefan Harabin (1. 7. 2001 – 11. 2. 2003)
- Milan Karabín (7. 10. 2003 – 7. 10. 2008)
- Štefan Harabin (23. 6. 2009 – 23. 6. 2014)
- Jana Bajánková (od 16. 9. 2014)